# 潍汶河

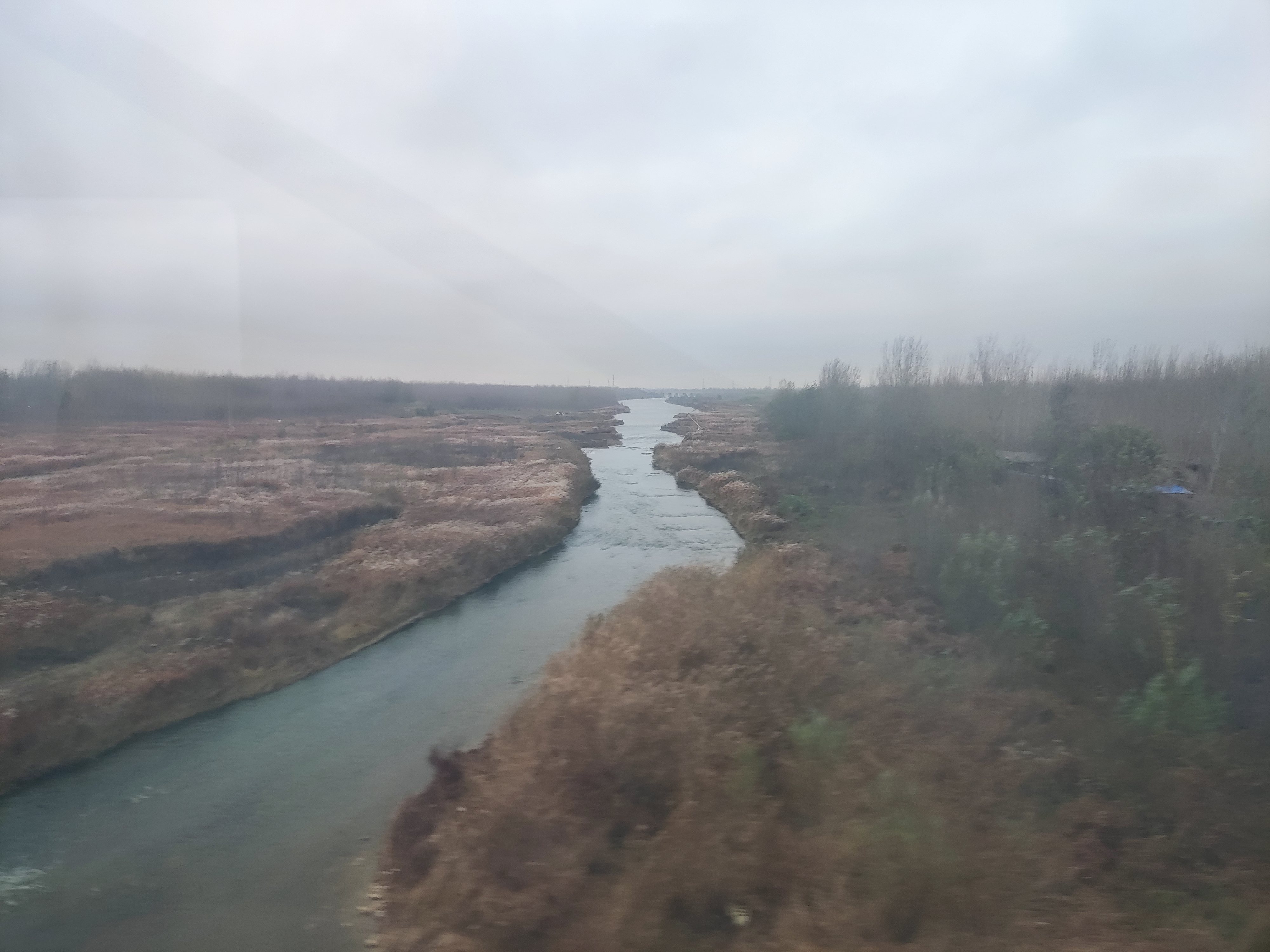
坊子区境内的汶河

汶河，古称汶水，系潍河主要支流，源出临朐县沂山东麓百丈崖瀑布之桑泉，因桑泉水俗称汶水故名汶河。全长约110公里，流域面积约1900.8平方公里，经临朐、昌乐两县流入安丘市境，主要流域在安丘市境内，从大盛镇西山北头村北入市境，从西南向东北流经大盛、红沙沟、凌河、关王、兴安街办、刘家尧、贾戈街办、赵戈、黄旗堡等镇街办，至坊子区黄旗堡街道东北角夹河套村东北注入潍河。安丘境内，汶河干流长约80公里，支流二十余条，有大盛河、鲤龙河、温泉河、凌河、小汶河、墨溪河等主要支流，流域面积约1076平方公里。